# Meslier-Saint-François
 Meslier-Saint-François  ist eine alte Weißweinsorte, die in der Weinbauregion Sud-Ouest im Südwesten von Frankreich angebaut wird. Sie ist in diversen Départements für den gewerblichen Weinbau zugelassen, wird allerdings nur selten verwendet. Im Jahr 1998 wurde eine bestockte Rebfläche von unter 70 Hektar erhoben, nachdem im Jahr 1958 noch 2.322 Hektar unter Ertrag standen. In Sud-Ouest steht die Sorte häufig im gemischten Satz.
Die Weißweine sind leicht, sehr einfach und verfügen über eine kräftige Säure. Eine untergeordnete Rolle spielt die Rebsorte bei der Herstellung des Armagnac und des  Cognac.
Eine 1999 durch Carole Meredith durchgeführte, breit angelegte DNA-Analyse mit 352 Rebsorten legt den Schluss nahe, dass die Sorte Meslier-Saint-François eine natürliche Kreuzung der Sorten Gouais Blanc und Chenin Blanc ist. Aus der gleichen Untersuchung ging hervor, dass die Sorten Colombard und Balzac Blanc ähnlich wie Meslier-Saint-François alle aus spontanen Kreuzungen zwischen Gouais Blanc und Chenin Blanc entstanden.
Siehe auch den Artikel Weinbau in Frankreich sowie die Liste von Rebsorten.
Abstammung: Gouais Blanc x Chenin Blanc

## Ampelographische Sortenmerkmale
In der Ampelographie wird der Habitus folgendermaßen beschrieben:
- Die Triebspitze ist offen. Sie ist stark weißlich behaart mit leicht rötlichem Anflug. Die grünen, leicht gelblichen Jungblätter sind mittelstark behaart.
- Die mittelgroßen Blätter (siehe auch den Artikel Blattform) sind fünflappig und stark gebuchtet.  Die Stielbucht lyrenförmig geschlossen. Der Blattrand ist mittelstark gezähnt. Die Blattoberfläche, auch Blattspreite genannt, ist blasig derb.
- Die kegel- oder walzenförmige Traube ist mittelgroß bis groß, dichtbeerig und selten geschultert. Die rundlichen bis leicht ovalen Beeren sind mittelgroß bis groß und von grünlich-gelber Farbe.

Meslier-Saint-François ist anfällig gegen den Echten Mehltau und die Rohfäule. Ausreichend resistent ist die Sorte hingegen gegen den Falschen Mehltau. Die Erträge liegen bei hohen 100 Hektoliter/Hektar oder noch etwas höher.
In Frankreich wurden bisher keine Klone selektiert und anerkannt. Die Rebsorte Meslier-Saint-François reift ca. 15 – 20 Tage nach dem Gutedel und ist damit verhältnismäßig früh reifend.

## Synonyme
Aufgrund seiner ehemals weiten Verbreitung ist die Liste der Synonyme recht ausführlich. Meslier-Saint-François ist auch unter folgenden Namen bekannt: Anereau, Annereau, Blanc ramé, Blanc ramet, Bonne blanche, Bordeaux blanc, Chalosse, Chalosse de Bordeaux, François blanc, Gros meslier, Grosse blanche, Meslier, Meslier blanc, Meslier d’Orleans, Meslier de Seine et Oise, Meslier du Gâtinais, Meslier du Gers, Meslier gros, Meslier jaune, Meslier vert, Pelgarie, Pot de vin, Purgarie und Rochelin.